# Viaje de circunnavegación de la corbeta Nautilus

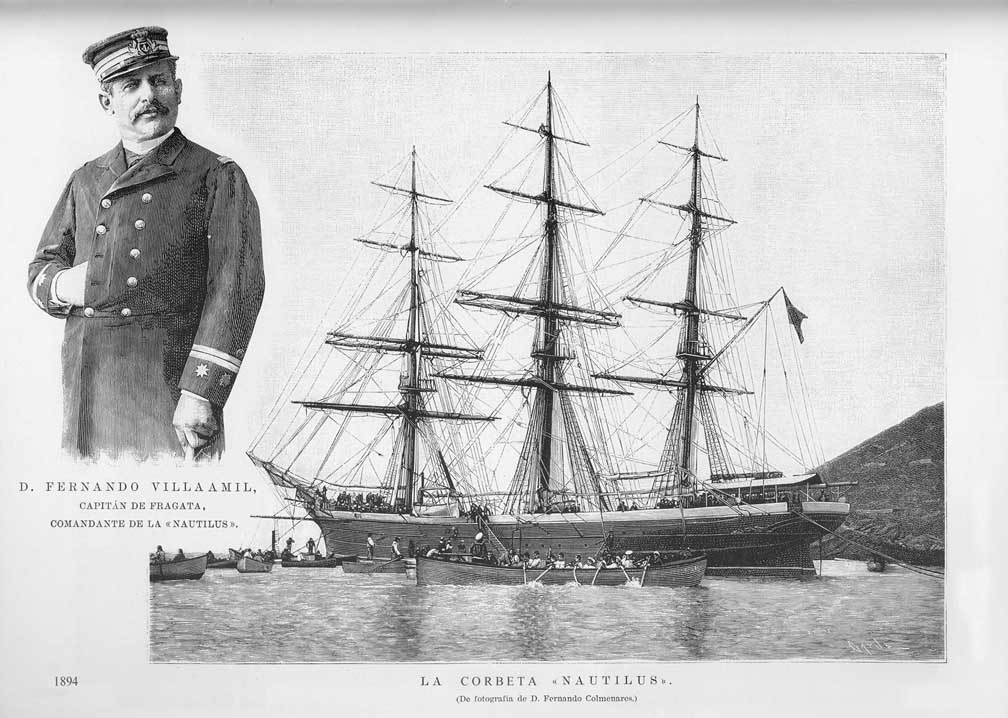
Fernando Villaamil y la Nautilus, 1894.

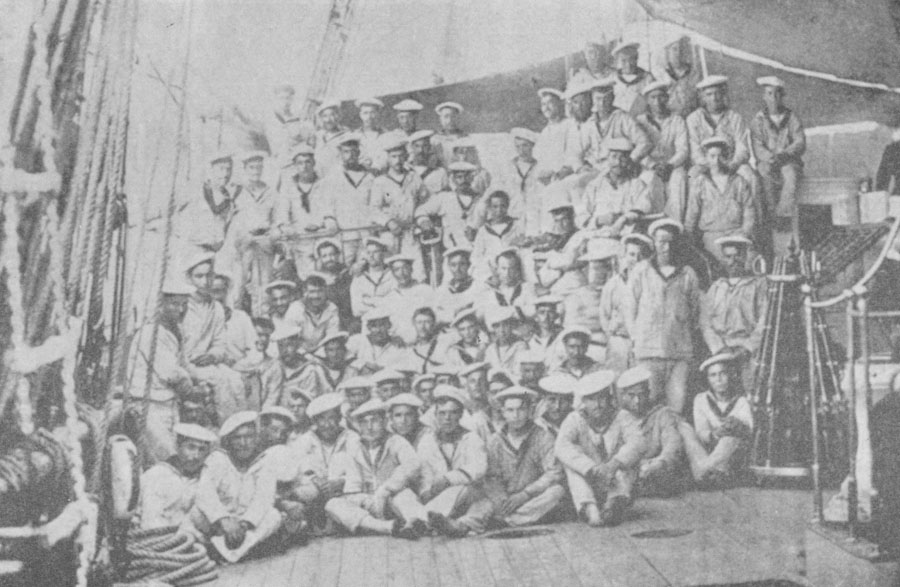
Marinería de la Nautilus, 1892.

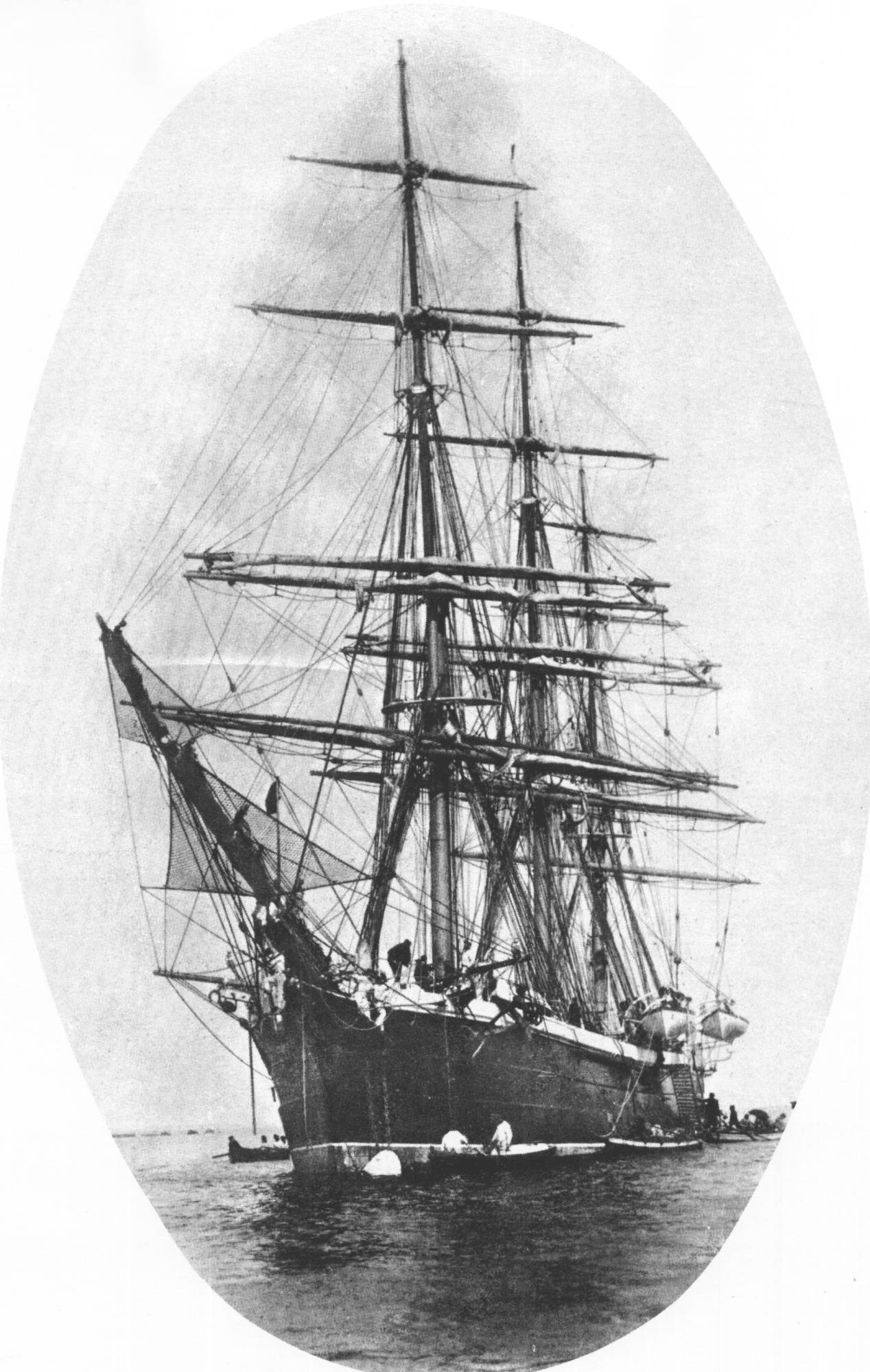
La corbeta Nautilus.

Viaje de circunnavegación de la corbeta Nautilus es el título del libro en el que su autor, el entonces Capitán de Fragata de la Armada Española, Fernando Villaamil, relata el crucero del buque-escuela Nautilus alrededor del mundo, realizado entre diciembre de 1892 y agosto de 1894; viaje en el que Villaamil fue el comandante de la nave. El libro fue publicado por primera vez en 1895, con prólogo del conocido crítico musical y compositor Antonio Peña y Goñi, amigo íntimo de Villaamil, y se hizo otra edición por la Editorial Naval en 1989 (ISBN 84-7341-047-5).
El viaje se planteó por iniciativa del propio Villaamil, que consideraba que la navegación oceánica a vela era el mejor ejercicio para la instrucción de los guardiamarinas, y se integró dentro de los fastos del cuarto centenario del Descubrimiento de América. Constituyó el precedente de los posteriores y numerosos viajes de instrucción del actual y ya veterano buque-escuela Juan Sebastián Elcano.
Segundo comandante de la Nautilus en el crucero de circunnavegación fue el Teniente de Navío de 1.ª Clase Joaquín Barriere, y Primer Oficial el también Teniente de Navío Claudio Alvargonzález. Buena parte de la tripulación la constituían marineros voluntarios, mayoritariamente gallegos y asturianos que iban acompañados de gaitas para endulzar la larga ausencia.
El libro recoge tanto el desarrollo de la navegación como la descripción de los lugares visitados, incluyendo interesantes reflexiones del autor, no siendo las menos significativas la comparación entre las colonias (o excolonias) españolas y las británicas.

## Itinerario del viaje
- 30 de noviembre–10 de diciembre de 1892: Ferrol–Las Palmas
- 15 de diciembre de 1892–5 de enero de 1893: Las Palmas–Salvador de Bahía (Brasil)
- 8 de enero–8 de febrero de 1893: Salvador de Bahía–Ciudad del Cabo (Sudáfrica)
- 19 de febrero–1 de abril de 1893: Ciudad del Cabo–Adelaida (Australia)
- ¿?–¿?: Adelaida–Melbourne
- ¿?–¿?: Melbourne–Sídney
- 14–15 de junio de 1893: Sídney–Newcastle (Australia)
- 21 de junio–4 de julio de 1893: Newcastle (Australia)–Wellington (Nueva Zelanda)
- ¿?–¿?: Wellington–Christchurch
- 9 de septiembre–14 de octubre de 1893: Christchurch–Valparaíso (Chile).
El 26 de septiembre, al hacer una maniobra en medio de un temporal en pleno Océano Pacífico Sur, cae desde una verga a cubierta el cabo de mar de 2ª vizcaíno Esteban Letamendía Zabala, y pierde la vida.
- 7 de diciembre de 1893–13 de enero de 1894: Valparaíso–Montevideo (Uruguay). El 28 de diciembre dobla el Cabo de Hornos
- ¿?–¿?: Montevideo–Buenos Aires (Argentina)
- 14 de febrero–25 de marzo de 1894: Buenos Aires–San Juan de Puerto Rico
- 16–30 de abril de 1894: San Juan de Puerto Rico–Nueva York (Estados Unidos de América)
- 26 de mayo–18 de junio de 1894: Nueva York–Plymouth (Gran Bretaña)
- 23 de junio–¿?: Plymouth–Cherburgo (Francia)
- ¿?–¿?: Cherburgo–Brest
- ¿?–16 de julio de 1894: Brest–San Sebastián
- 1 de agosto–6 de agosto de 1894: San Sebastián–Bilbao
- ¿?–11 de agosto de 1894: Bilbao–Ferrol.

## Ediciones
- Villaamil, Fernando (2009). Viaje de circunnavegación de la Corbeta «Nautilus». Editorial Maxtor. España. ISBN 84-9761-608-1.

- Datos: Q6160883